# Théodore Flournoy

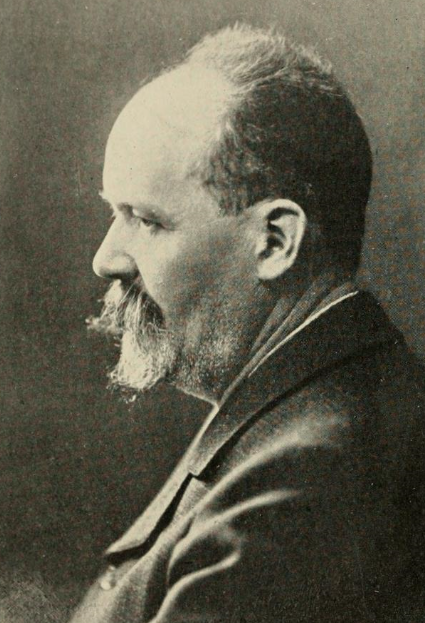
Théodore Flournoy (1911)

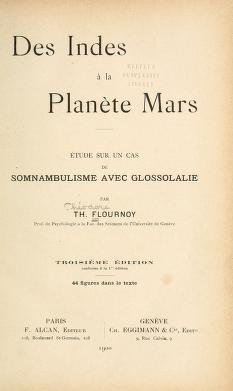
Des Indes à la planète Mars (1900)

Théodore Flournoy (* 15. August 1854 in Genf; † 5. November 1920 in Genf) war ein Schweizer Psychologe und Parapsychologe, der durch seine im Jahre 1900 publizierten Forschungen über das somnambule Medium Hélène Smith berühmt wurde.
Flournoy studierte ein Jahr bei Wilhelm Wundt in Leipzig und war seit 1891 Professor für Psychologie an der Universität Genf. Mit seinem Schüler Édouard Claparède gründete er die Zeitschrift Archives de Psychologie und steht am Anfang der Genfer Schule. Er war Präsident eines Kongresses zur Experimentalpsychologie 1909. 

## Schriften
- Metaphysique et Psychologie. Genf : Georg, 1890
- Des phénomènes de synopsie (audition colorée) : photismes, schèmes visuels, personnifications ; avec 82 figures. Genf : Eggiman, 1893
- Des Indes à la planète Mars. Étude sur un cas de somnambulisme avec glossolalie. F. Paris : Alcan, 1900 link
  - Die Seherin von Genf. Autorisierte Übersetzung Theodor Flournoy. Mit Geleitwort von Max Dessoir. Leipzig : Meiner, 1914
  - Spiritismus und Experimental-Psychologie. Leipzig : Meiner, 1921
  - Des Indes à la Planète Mars. Einleitung und Kommentar von Marina Yaguello und Mireille Cifali. Paris : Seuil, 1983
  - From India to the Planet Mars. A Case of Multiple Personality with Imganinary Languages. Hrsg. und Einleitung von Sonu Shamadansi. Vorwort C.G. Jung. Kommentar Mireille Cifali. Princeton: Princeton University Press, 1994.
- Nouvelles observations sur un cas de somnambulisme. Genf: Eggimann 1902.
- Les principes de la psychologie religieuse. Genf : Kundig, 1902
- Observations de psychologie religieuse. Genf : Kundig, 1903.
  - Beiträge zur Religionspsychologie. Autorisierte Übersetzung M. Regel. Leipzig : Eckardt, 1911.
- Le génie religieux. Saint-Blaise : Foyer Solidariste de Libraire et d'Édition, 1906
- Esprits et Médiums, Melanges de Metapsychique et de Psychologie. Librairie Kündig, Genf/Paris 1911. 
  - Spiritism and Psychology. Übersetzt, gekürzt und mit einer Einleitung versehen von Hereward Carrington. Harper & Brothers, New/York/London 1911. link
- La Philosophie de William James. Saint-Blaise : Foyer solidariste, 1911.
  - Die Philosophie von William James. Übersetzung Helene Baumgarten. Vorwort Arthur Baumgarten. Tübingen : J. C. B. Mohr, 1930